# جعبه جستجو

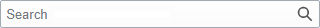
جعبه جستجو روی ویکی‌پدیا

یک جعبه جستجو که به آن کادر جستجو یا فیلد جستجو، نوار جستجو یا سرچ باکس (به انگلیسی: Search box) هم گفته می‌شود، یک عنصر کنترل گرافیکی است که در یک برنامه رایانه‌ای مانند مدیر پرونده یا مرورگر وب و همچنین در وب‌سایت‌ها استفاده می‌شود. یک جعبه جستجو معمولاً یک جعبه متن تک-خطی یا نماد جستجو به شکل یک ذره‌بین (🔎) است (که با کلیک به جعبه جستجو تبدیل می‌شود)، با عملکرد اختصاصی پذیرش ورودی کاربر برای جستجو در آن پایگاه داده. جعبه‌های جستجو در صفحه‌های وب معمولاً برای اجازه به کاربران برای وارد کردن یک پرسمان جستجوی وب برای ارسال به یک اسکریپت سمت سرور موتور جستجوی وب استفاده می‌شوند، جایی که یک پایگاه داده برای ورودی‌هایی که حاوی یک یا چند مورد از آن کلیدواژه‌ها است، جستجو می‌شود.
جعبه‌های جستجو معمولاً با یک دکمه جستجو (گاهی فقط با علامت ذره‌بین نشان داده می‌شود) برای ارسال جستجو همراه هستند. با این حال، ممکن است دکمه جستجو حذف شود زیرا کاربر ممکن است کلید enter را برای ارسال جستجو فشار دهد، یا ممکن است جستجو به‌طور خودکار ارسال شود تا نتایج به‌طور آنی به کاربر ارائه شود.

## واژه‌نامه
1. ↑  انگلیسی: search box
2. ↑  فرانسوی: cadre‎
3. ↑  انگلیسی: search field
4. ↑  انگلیسی: search bar
5. ↑  انگلیسی: search button